# Magnesiumnitride
Magnesiumnitride is een anorganische verbinding van magnesium en stikstof die behoort tot de groep van de nitriden. De brutoformule is Mg3N2. Het is een groengele tot oranjegele poedervormige stof.

## Synthese
Magnesiumnitride ontstaat wanneer fijn metallisch magnesium in een stikstofatmosfeer verhit wordt tot circa 300°C:
{\displaystyle {\ce {3 Mg + N2 -> Mg3N2}}}
Wanneer magnesium in lucht verbrandt ontstaat er, naast magnesiumoxide (MgO), ook een kleine hoeveelheid magnesiumnitride.
De verbinding ontstaat ook in de reactie van magnesium met ammoniak:
{\displaystyle {\ce {3 Mg + 2 NH3 -> Mg3N2 + 3 H2}}}
Magnesiumnitride ontstaat ook door de thermische ontleding van magnesiumferrocyanide.

## Eigenschappen en toepassingen
Magnesiumnitride heeft een kubische kristalstructuur.
Met water hydrolyseert het gemakkelijk tot magnesiumhydroxide en ammoniak:
{\displaystyle {\ce {Mg3N2 + 6 H2O -> 3 Mg(OH)2 + 2 NH3}}}
De productie van ammoniak langs deze weg was vroeger de voornaamste toepassing van magnesiumnitride. Omwille van deze eigenschap kan men magnesiumnitride ook gebruiken als dehydratiemiddel in anorganische reacties. Andere toepassing zijn onder meer de productie van andere nitriden die een hoge hardheid en weerstand tegen corrosie, slijtage en hitte bezitten, en in de productie van speciale keramische materialen die tegen hoge temperaturen zijn bestand. Het kan bij de fabricage van glas worden toegevoegd om de lichtdoorlatendheid van het glas te verhogen.